# جمعية اللغة المعاصرة
جمعية اللغة الحديثة (بالإنكليزية Modern Language Association واختصاراً MLA) وهي جمعية اختصاصية مرتبطة بالبحث اللغوي والأدبي في الولايات المتحدة الأمريكية. تهدف هذه الجمعية إلى تقوية دراسة وتدريس اللغة والأدب. تضم هذه المنظمة في عضويتها 30,000 عضو من مئة دولة، بشكل رئيسي تشمل العضوية على الباحثين الأكاديميين والأساتذة والخريجين الذين يدرسون أو يدرسون اللغة أو الأدب. ينصب الاهتمام اللغوي على اللغة الإنكليزية وعدة لغات حديثة بالإضافة إلى الأدب المقارن. وعلى الرغم من تأسيس هذه الجمعية في الولايات المتحدة، وتواجد مكاتبها الرئيسية في نيويورك إلا أن تاثيرها وعضويتها يمتد على الناحية الدولية.

## التاريخ
أسست جمعية اللغة الحديثة في سنة 1883 جراء مناقشات مجموعات مناصري الأدب واللغات الحديثة.

## الضوابط والنظم
يتم انتخاب أعضاء المكاتب التنفيذية من قبل أعضائها. وفي عام 2011 انتخب روسيل بيرمان كرئيساً للجمعية وميشيل بيروبي كنائب أول للرئيس وماريان هيرش كنائب ثاني للرئيس.
تخضع رئاسة الجمعية إلى رقابة المجلس التنفيذي منتخب من قبل أعضائها وفق لدستورها الداخلي.

## النشاط
تصدر جمعية اللغة الحديثة عدة صحف أكاديمية مثل «منشورات جمعية اللغة الحديثة في أمريكا» وهي إحدى أكثر الصحف المرموقة في الدراسات الأدبية والتي تناقش مسائل عالية المستوى تواجه مدرسي اللغة والأدب. كما قدمت كتاب "The MLA Handbook for Writers of Research Papers" وهو كتاب موجه لطلاب الدراسات العليا والعاملين على مشاريع تخرجهم وقد بيع من هذا الكتاب أكثر من 6,500,000 نسخة
تقوم الجمعية بحوالي 800 نشاط سنوي متضمنة العروض التقديمية في مواضيع متنوعة والعديد من المحاضرات المتعلقة باللغة والأدب إضافة إلى معارض الكتب.

## وصلات خارجية
- جمعية اللغة المعاصرة على موقع الموسوعة البريطانية (الإنجليزية)